# Otto Gombosi
Otto János Gombosi (ur. 23 października 1902 w Budapeszcie, zm. 17 lutego 1955 w Natick w stanie Massachusetts) – węgierski muzykolog.

## Życiorys
Podstawy edukacji muzycznej odebrał od matki, pianistki. Studiował w Akademii Muzycznej w Budapeszcie u Sándora Kovácsa (fortepian) oraz Leó Weinera i Alberta Siklósa (kompozycja). W latach 1921–1925 odbył studia muzykologiczne u Curta Sachsa, Ericha Moritza von Hornbostla i Johannesa Wolfa na Uniwersytecie Berlińskim, gdzie w 1925 roku uzyskał stopień doktora na podstawie pracy Jacob Obrecht: Eine stilkritische Studie (wyd. Lipsk 1925). Po powrocie do Budapesztu zajął się działalnością publicystyczną, w latach 1926–1928 wydawał poświęcone muzyce współczesnej czasopismo „Crescendo”. W latach 1929–1933 ponownie przebywał w Berlinie, pracując jako recenzent w czasopismach. Po dojściu do władzy nazistów w 1933 roku opuścił Niemcy z przyczyn politycznych. W 1935 roku został zatrudniony w instytucie węgierskim w Rzymie. Od 1937 do 1939 roku przebywał w Bazylei.
W 1939 roku wyemigrował do Stanów Zjednoczonych. Wykładał na University of Washington w Seattle (1940–1946), Michigan State University (1946–1948), University of Chicago (1949–1951) oraz Harvard University (1951–1955). Zmarł w wyniku choroby serca.
W swojej pracy naukowej zajmował się muzyką dawną, począwszy od okresu starożytności po wiek XVII. Badał m.in. twórczość kompozytorów niderlandzkich, pieśń niemiecką XV wieku oraz muzykę lutniową. Zagadnienia ujmował analitycznie, przechodząc od szczegółowych analiz estetyczno-technicznych do wniosków o charakterze ogólnym, pisał też prace materiałowe dotyczące życia muzycznego oraz biografie kompozytorów. Jako jeden z pierwszych badaczy zajął się problematyką tonalności w muzyce średniowiecznej. Interesował się także muzyką współczesną, szczególnie twórczością Béli Bartóka.
Opublikował m.in. prace Bakfark Bálint élete és müvei / Der Lautenist Valentin Bakfark. Leben und Werke (dwujęzyczny tekst węg.-niem., wyd. Budapeszt 1935) oraz Tonarten und Stimmungen der antiken Musik (Kopenhaga 1939), był też autorem licznych artykułów muzykologicznych w czasopismach publikowanych w języku węgierskim, niemieckim, włoskim i angielskim.